# Fuego de chimenea
El fuego de chimenea es la combustión (quema) de depósitos de residuos denominados hollín o creosota, en las superficies internas de las baldosas de la chimenea, los revestimientos de los conductos de humos, los tubos de la estufa, etc.

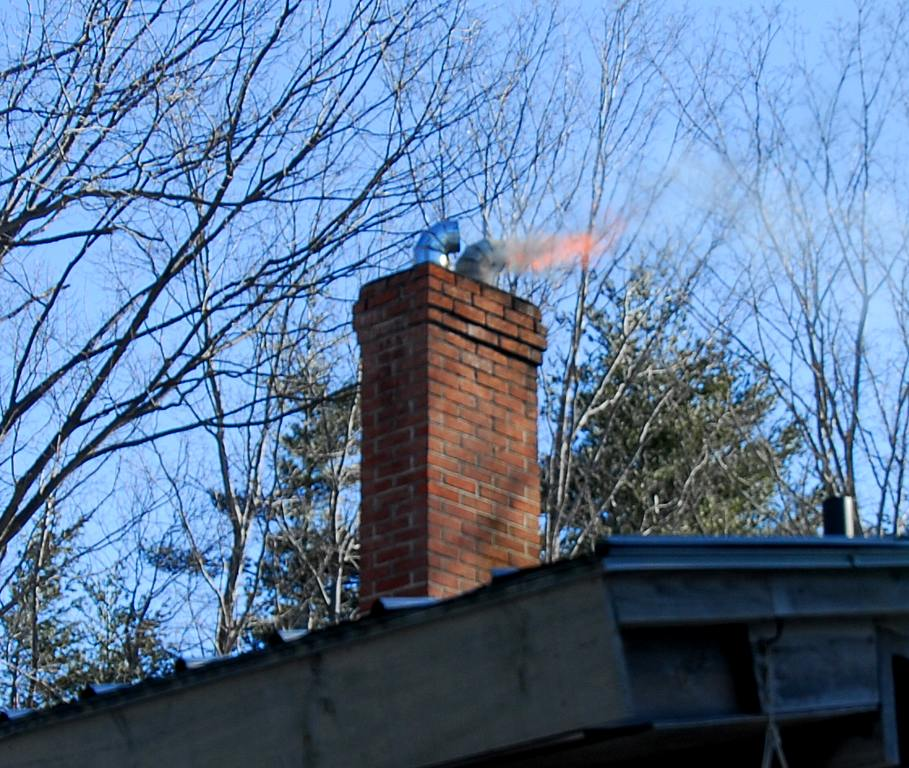
Un fuego de chimenea.

## Causas
El proceso comienza con la combustión incompleta del combustible en el aparato adjunto, generalmente una estufa de leña o carbón, o un fuego abierto. Los volátiles no quemados se calientan hasta el estado de vapor pero no se consumen debido a la falta de calor y oxígeno adecuados dentro del aparato. Estos destilados volátiles escapan a la chimenea, donde entran en contacto con superficies más frías y se condensan en depósitos parecidos al alquitrán, y en hollín. Las capas sucesivas se acumulan hasta que o bien la chimenea se tapa completamente, o bien la chimenea alcanza una temperatura y un nivel de oxígeno a los que el depósito se encenderá. Debido al nivel de concentración de material volátil que hay ahora, estos incendios tienden a quemar muy caliente.
Alternativamente, un incendio en la chimenea puede ser causado por viejos nidos de pájaros que han caído en la chimenea y se han alojado allí. Cuando una brasa caliente enciende los nidos, el fuego puede ser tan grave como el causado por la ignición del hollín. En casas muy viejas, la chimenea también puede ser muy grande y lo suficientemente gruesa para soportar el fuego.
Las altas temperaturas pueden afectar la fuerza de la chimenea causando la distorsión de las estructuras metálicas, y el posible fallo de las estructuras de cerámica.
Entre las causas de los depósitos que dan lugar a incendios de chimeneas se encuentran el uso de combustibles verdes/húmedos, el funcionamiento de aparatos con insuficiente entrada de aire y las bajas temperaturas de funcionamiento durante períodos prolongados seguidos de incendios calientes. Esa práctica suele ocurrir cuando a los períodos de clima templado les siguen las olas de frío.
Hay varios problemas importantes que están en riesgo por el fuego de chimenea. Existe, por supuesto, el peligro de que los escombros ardientes sean expulsados por la parte superior de la chimenea pudiendo encender otras porciones de la estructura, pero la principal causa de daño es donde el calor del fuego de la chimenea pasará a través de los materiales de mampostería y sobrecalentará los combustibles cercanos. Aunque los códigos y las normas exigen una separación específica de los miembros de la estructura de los materiales de mampostería, a menudo esto no se encuentra en la construcción real. Muchos incendios reportados como incendios de chimeneas, son en realidad incendios de estructuras encendidas por el sobrecalentamiento de los miembros de la estructura. Estos fuegos de estructura pueden ser rastreados hasta el uso normal de la chimenea o la cámara de combustión sellada.

## Prevención y supresión

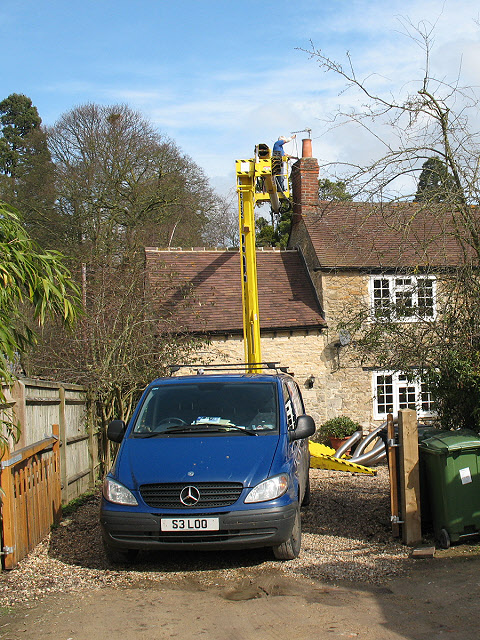
El deshollinado regular de la chimenea elimina la creosota y evita los incendios en la chimenea.

Los pasos para prevenir esta acumulación de depósitos incluyen sólo el funcionamiento de los aparatos calientes durante la fase inicial de ignición con regularidad, sólo la construcción de fuegos cortos y más calientes, la limpieza regular de los conductos de humos mediante un deshollinador, y sólo el uso de las estructuras internas de la chimenea cuando sea posible en comparación con una chimenea conectada a una pared externa. Esta última tiende a ser más fría, lo que contribuye al problema, además de crear corrientes de aire que tienden a introducir humo en la estructura a medida que el fuego se va extinguiendo. Los nidos de pájaros pueden evitarse utilizando una protección de alambre sobre la chimenea.
El control incluye la negación de oxígeno, la adición de agentes extintores y la eliminación de las fuentes de calor. En caso de incendio de una chimenea, se debe llamar inmediatamente al departamento de bomberos local: existe el riesgo de que la chimenea falle y/o de que se sobrecalienten las estructuras adyacentes, lo que podría hacer que el incendio se extendiera a otras partes del edificio. Otros peligros adicionales incluyen la posible acumulación de gases tóxicos como el monóxido de carbono dentro de la estructura debido a la restricción de los conductos de humo.